# Gwóźdź w bucie
Gwóźdź w bucie – cykl programów publicystyczno-interwencyjnych o charakterze felietonu, emitowanych przez poznański ośrodek telewizyjny w latach 1987–1995, z trzema przerwami o różnej długości trwania.
Program powstał z inicjatywy Marka Nowakowskiego, a prowadzącym był przez cały czas emisji Ryszard Podlewski, poznański publicysta. 
Nazwę programu wybrano spomiędzy różnych propozycji – np. Osty i chłosty, Pod Pręgierzem, czy Kpinki i docinki. Felietony nadawano codziennie. Ich długość wahała się od 3 do 5 minut, zależnie od ilości materiału, jaki nazbierał się danego dnia. W 1992 Program otrzymał trzecie miejsce w plebiscycie na najbardziej lubiany program antenowy zorganizowanym przez Głos Wielkopolski z okazji 35-lecia poznańskiego ośrodka telewizyjnego. 
Felietony Ryszarda Podlewskiego poruszały prostą problematykę codziennych, zwykłych kłopotów, jakie napotykał przeciętny obywatel podczas kontaktów z urzędami, handlem czy machiną biurokratyczną. W czasach transformacji systemowej istniało duże zapotrzebowanie społeczne na krytykę władzy i absurdów życia codziennego, braków w zaopatrzeniu, czy samowoli urzędniczej, co zaowocowało dużą popularnością programu, ale i licznymi konfliktami z różnymi instytucjami, co kończyło się trzykrotnym wycofaniem felietonów z anteny. Oprócz programów dotyczących Poznania, odbywały się sesje w Gnieźnie, Lesznie, Koninie i Zielonej Górze, czyli w zasięgu działania poznańskiej telewizji. 
Scenografia w programie była bardzo prosta – felietonista siedział w jasnym studio, za pulpitem, na którym stał duży ceramiczny but-wazon, z kaktusem w środku. 